# Coupe des Alpes 1961
Navigation
Édition précédente Édition suivante
La Coupe des Alpes 1961 est la deuxième édition de la Coupe des Alpes.
Cette édition met aux prises des équipes suisses et italiennes. 
Le tournoi était structuré en deux tours dans lesquels les équipes italiennes affrontaient les suisses en matchs aller et retour ;  quatre équipes jouaient en Italie et quatre en Suisse. La victoire n'allait pas à une équipe, mais à la ligue nationale qui obtenait plus points.
La deuxième édition de la Coupe des Alpes a été gagnée par l'Italie avec 14 victoires contre 1 pour les équipes suisses. 

## Participants
| Équipes italiennes | Équipes suisses      |
| ------------------ | -------------------- |
| Brescia            | FC Lugano            |
| Lecco              | FC Lucerne           |
| Pro Patria         | FC Schaffhouse       |
| Reggiana           | Young Fellows Zurich |
| Parme              | FC Bellinzone        |
| Simmenthal Monza   | FC Biel-Bienne       |
| Lazio              | Grasshopper          |
| Fiorentina         | Young Boys Berne     |

## Rencontres
Les matchs aller ont lieu le 25 juin dans le pays du premier club nommé, le match retour ayant lieu le 2 juillet dans l'autre pays. 
| Équipe           | Équipe               | Aller | Retour |
| ---------------- | -------------------- | ----- | ------ |
| Brescia          | FC Lugano            | 3-2   | 2-1    |
| Lecco            | FC Lucerne           | 2-1   | 2-0    |
| Pro Patria       | FC Schaffhouse       | 2-1   | 5-2    |
| Reggiana         | Young Fellows Zurich | 1-0   | 2-1    |
| FC Bellinzone    | Parme                | 1-2   | 1-3    |
| FC Biel-Bienne   | Simmenthal Monza     | 1-4   | 1-4    |
| Grasshopper      | Lazio                | 0-5   | 3-3    |
| Young Boys Berne | Fiorentina           | 3-2   | 3-6    |

## Classement final
|  |    | Classement Final | Pts | Joués | V  | N | P  | BP | BC | +/- |
|  | -- | ---------------- | --- | ----- | -- | - | -- | -- | -- | --- |
|  | 1. | Italie           | 29  | 16    | 14 | 1 | 1  | 48 | 21 | +27 |
|  | 2. | Suisse           | 3   | 16    | 1  | 1 | 14 | 21 | 48 | -27 |

## Source
- Erik Garin ; Andrea Veronese. Coupe des Alpes 1961. Rsssf.com, 27 septembre 2000.